# Opération Free Bafut
Crise anglophone au Cameroun
Batailles
- Batibo
- Menka
- Ekona Mbenge
- Ndop
- Wum
- Nkwen
- Opération Free Bafut
- Opération Bamenda Clean
- Opération Bui Clean
- Bamessing
- Njitapon
- Bambui
- Kumbo

- Ekondo-Titi
- Course de l'espoir
- Nkambé

- Ngarbuh
- Kumba
- Mautu
- Ekondo-Titi
- Obonyi II
- Missong
- Akwaya
- Bakinjaw
- Bamenda
- Egbekaw
- Bamenyam

L'opération Free Bafut est une opération militaire menée du 26 avril au 1er mai 2020 par l'armée camerounaise contre la milice séparatiste Seven Karta à Bafut et dans ses environs, qui a entraîné la mort de deux généraux séparatistes.

## Contexte
Après le début de l'insurrection séparatiste dans les régions anglophones du Cameroun, Bafut est rapidement devenu un champ de bataille entre les groupes armés séparatistes et l'armée. Les opérateurs de taxi locaux qui ont perdu leurs moyens de subsistance en raison du conflit créent la milice « Seven Karta » vers 2017-2018, et occupent certaines parties de la région. L'armée mène un raid sur le palais royal de Bafut au moins deux fois en 2018 et 2019, les deux fois en prétendant rechercher des séparatistes. Bien qu'aucun d'entre eux n'ait été trouvé lors de ces deux raids, les soldats en profitent pour incendier une partie du palais, piller son musée et blesser le frère du Fon.

## Déroulement
L'opération est lancée le 26 avril, avec pour objectif officiel d'expulser la milice Seven Karta de Bafut. L'opération implique plus de 300 soldats et consiste en une série de raids sur les camps séparatistes. Au cours de la première journée de l'opération, plusieurs personnes sont arrêtées et un civil est tué. L'un des principaux objectifs de l'opération est de sécuriser l'hôtel Saddle Ranch, un site touristique que les séparatistes avaient transformé en base. L'opération implique également un raid à l'intérieur du palais du Fon de Bafut. Les séparatistes affirment que le palais avait été endommagé au cours de l'opération, bien que l'armée ait nié ces accusations,.
Le 1re mai, l'armée annonce la mort de deux commandants séparatistes connus sous le nom de Général Peace Plant et Général Alhaji. L'armée capture également des armes, des munitions, six motos, un véhicule et deux chevaux des séparatistes.

## Victimes
L'armée affirme qu'aucun civil n'avait été tué au cours des combats. Cette affirmation est contestée par les villageois locaux, qui affirment que 13 civils avaient été tués. L'armée camerounaise annonce avoir tué 15 séparatistes, dont les deux commandants, ce qui n'a pas été contesté par les séparatistes, qui affirment avoir infligé des pertes à l'armée. Les autorités affirment que seuls quelques-uns de ses soldats avaient été blessés.

## Suites
L'opération abouti à l'affaiblissement des séparatistes dans la région, mais ne marque pas la fin définitive de leurs activités à Bafut. En novembre, des soldats envahissent à nouveau la ville et brûlent plusieurs maisons.